# Eupatolin
Eupatolin es un compuesto químico. Es un flavonol ramnósido unido a la posición 3 a una molécula de eupatolitin. Se puede encontrar en Eupatorium ligustrinum.